# Ciudanovița
Ciudanovița é uma comuna romena localizada no distrito de Caraș-Severin, na região de Banato. A comuna possui uma área de 53.33 km² e sua população era de 675 habitantes segundo o censo de 2007.